# Nemirsetos smiltpievės
Nemirsetos smiltpievės este o arie protejată (arie de protecție specială avifaunistică — SPA) din Lituania întinsă pe o suprafață de 150,7 ha, integral pe uscat.

## Localizare
Centrul sitului Nemirsetos smiltpievės este situat la coordonatele 55°50′30″N 21°03′50″E / 55.8417°N 21.0639°E.

## Înființare
Situl Nemirsetos smiltpievės a fost declarat arie de protecție specială avifaunistică în aprilie 2004 pentru a proteja 3 specii de animale.

## Biodiversitate
Situată în ecoregiunea boreală, aria protejată nu include niciun habitat protejat.
La baza desemnării sitului se află mai multe specii protejate de  păsări (3): fâsă-de-câmp (Anthus campestris), sfrâncioc roșiatic (Lanius collurio), chiră mică (Sterna albifrons).